# 43a edició dels Premis Sant Jordi de Cinematografia
La 43a edició dels Premis Sant Jordi de Cinematografia va tenir lloc el 10 de maig de 1999 als estudis de TVE Catalunya a Sant Cugat del Vallès. Un jurat compost per crítics i periodistes cinematogràfics de Barcelona va decidir mitjançant votació els qui eren els destinataris dels premis Sant Jordi que Ràdio Nacional d'Espanya-Ràdio 4 (RNE) concedeix anualment al cinema espanyol i estranger en els diferents apartats competitius i que en aquesta edició distingien a les pel·lícules estrenades al llarg de l'any 1997. La cerimònia fou presentada per Joan Pera i Paco Morán i hi van assistir Juanjo Puigcorbé, Assumpta Serna, Rosa Novell i Miliki.

## Premis Sant Jordi

### Premis competitius
| Categoria                              | Premiat             | Labor premiada                                                    |
| -------------------------------------- | ------------------- | ----------------------------------------------------------------- |
| Millor pel·lícula espanyola            | Tren de sombras     | Pel·lícula                                                        |
| Millor actor en pel·lícula espanyola   | Francisco Algora    | Barrio.                                                           |
| Millor actriu en pel·lícula espanyola  | Leonor Watling      | La hora de los valientes La primera noche de mi vida Todas hieren |
| Millor òpera prima                     | Javier Fesser       | El milagro de P. Tinto                                            |
| Millor pel·lícula estrangera           | The Sweet Hereafter | Pel·lícula                                                        |
| Millor actor en pel·lícula estrangera  | Nick Nolte          | Aflicció                                                          |
| Millor actriu en pel·lícula estrangera | Ariane Ascaride     | Marius et Jeannette                                               |

### Premis honorífics
| Categoria                               | Premiat                  | Labor premiada                              |
| --------------------------------------- | ------------------------ | ------------------------------------------- |
| Premi a la trajectòria professional     | Jordi Torras i Comamala  | Per la seva aportació al fet cinematogràfic |
| Premi a la millor contribució al cinema | Tomàs Pladevall Fontanet | Fotògraf                                    |

## Roses de Sant Jordi
Una vegada més es van lliurar les dues roses de Sant Jordi, premis concedits per votació popular entre els oïdors de Ràdio 4que recompensen a les que el públic considera millors pel·lícules nacional i estrangera.
| Categoria                    | Premiat            |
| ---------------------------- | ------------------ |
| Millor pel·lícula espanyola  | El abuelo          |
| Millor pel·lícula estrangera | Millor, impossible |